# Otto Kumm

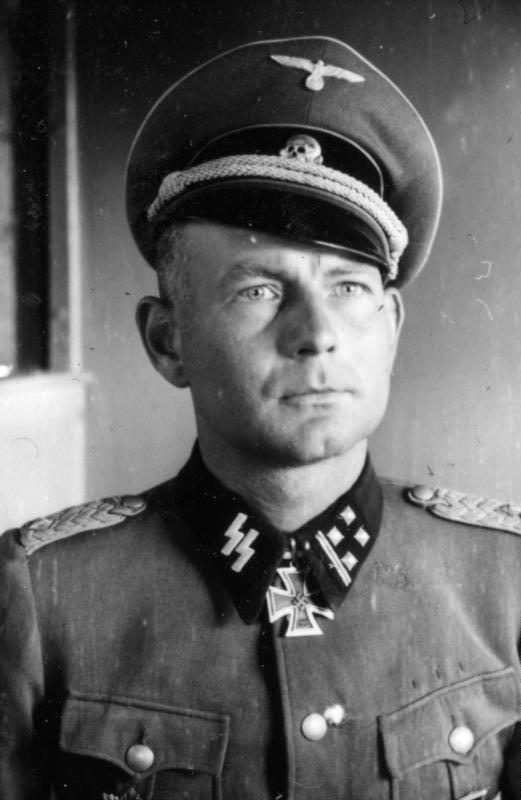
Otto Kumm in der Uniform eines SS-Obersturmbannführers, Propagandafoto von Friedrich Zschäckel, März 1943

Manfred Otto Kumm (* 1. Oktober 1909 in Hamburg; † 23. März 2004 in Offenburg) war ein deutscher SS-Brigadeführer und Generalmajor der Waffen-SS. Als solcher kommandierte er im Zweiten Weltkrieg Einheiten der Waffen-SS an verschiedenen Kriegsschauplätzen Ost- und Südosteuropas. Von 1944 bis 1945 war er Kommandeur der an zahlreichen Kriegsverbrechen beteiligten 7. SS-Freiwilligen-Gebirgs-Division „Prinz Eugen“. Kumm war einer der Gründer der Hilfsgemeinschaft auf Gegenseitigkeit der ehemaligen Angehörigen der Waffen-SS e. V. (HIAG).

## Leben
Otto Kumm wurde als fünftes und jüngstes Kind des Hamburger Kaufmanns Eduard Kumm und dessen Frau Frieda, geb. Block, in Hamburg geboren. Nach Abschluss der Obersekundarreife an der Oberrealschule in Hamburg-Hamm absolvierte Kumm eine Ausbildung als Schriftsetzer und war anschließend fünf Jahre als Schriftsetzer tätig.

### Aufstieg bei der SS

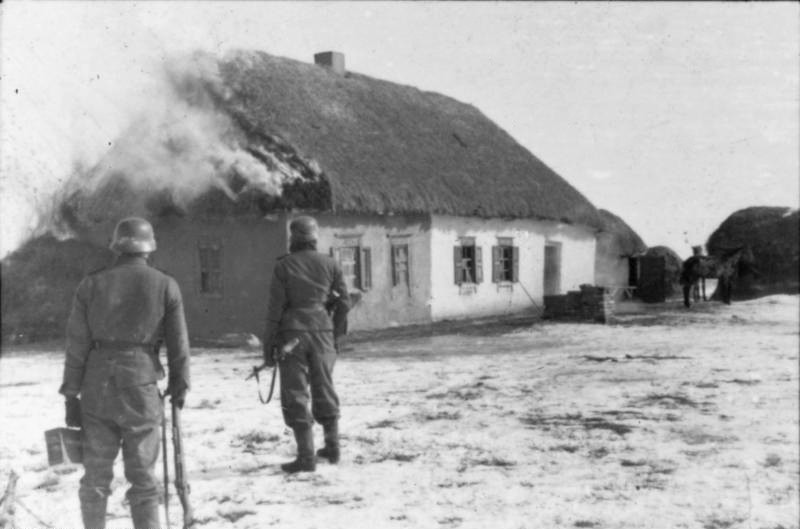
Charkow, Waffen-SS vor brennendem Haus, Propagandafoto von Friedrich Zschäckel, Februar–März 1943

Zum 1. Dezember 1930 trat Kumm in die NSDAP ein (Mitgliedsnummer 421.230) und wurde Dezember 1931 als SS-Mann in die SS aufgenommen (SS-Nummer 18.727). Am 1. April 1934 trat er im Range eines SS-Sturmführers als Freiwilliger in die im Aufbau befindliche SS-Verfügungstruppe ein und diente bei der I./SS-Standarte „Germania“ in Hamburg. Im August 1934 wurde er Führer der Politischen Bereitschaft Hamburg. Inzwischen SS-Obersturmführer, wurde er im Juli 1935 Chef der 4. (MG-)Kompanie der Standarte. Im September 1936 erfolgte die Ernennung zum SS-Hauptsturmführer. Ab Dezember 1936 diente er als Chef der 2. Kompanie der SS-Standarte „Deutschland“ in München.
Nach dem „Anschluss“ Österreichs wurde Kumm im März 1938 Kompaniechef in der in Klagenfurt stationierten SS-Standarte „Der Führer“ und nahm mit dieser 1939 am Überfall auf Polen teil. Im April 1940 übernahm er eine schwere Kompanie der Standarte, mit der er im Westfeldzug in Holland einmarschierte. Während der Kämpfe wurde er zum Kommandeur des III. Bataillons ernannt. Am 1. Oktober 1940 wurde er zum SS-Sturmbannführer befördert. Im Frühjahr 1941 nahm Kumm mit seinem Bataillon als Teil der SS-Division „Reich“ (mot.) während des Balkanfeldzugs am Angriff auf Jugoslawien teil. Anfang Juni erfolgte die Bereitstellung für den Angriff auf die Sowjetunion im Raum Lublin. Am 12. Juli 1941 übernahm er von Georg Keppler die Führung des SS-Regiments „Der Führer“.
Das SS-Regiment „Der Führer“ unter Obersturmbannführer Kumm hielt ab Januar 1942 in der Schlacht von Rschew eine dünne Barriere, die eine Verbindung mit benachbarten Heeresverbänden sicherte. Von den 2.000 Mann, die Kumm unterstellt waren, überlebten 35.

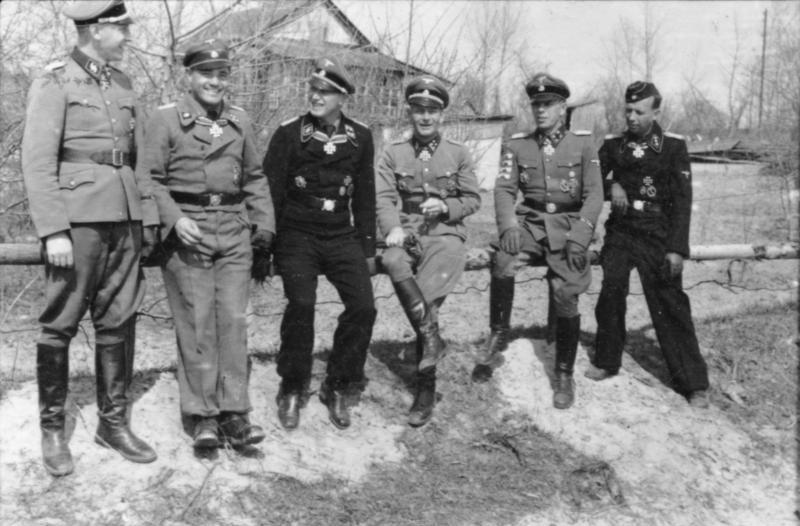
V. l. n. r.: Sylvester Stadler, Hans Weiß, Christian Tychsen, Otto Kumm, Vinzenz Kaiser und Karl-Heinz Worthmann in der Sowjetunion (April 1943); Propagandafoto von Friedrich Zschäckel

Zum nächsten Kampfeinsatz Kumms mit seinem Regiment kam es, als nach der Schlacht von Stalingrad Anfang 1943 der Zusammenbruch der südlichen Ostfront drohte. Die Division „Das Reich“ wurde als Teil des mittlerweile aufgestellten SS-Panzerkorps an den bedrohten Frontabschnitt verlegt und nahm an der Schlacht um Charkow teil. Noch im gleichen Monat gab er sein Kommando an Sylvester Stadler ab und kehrte nach Deutschland zurück.
Im Juli 1943 wurde Kumm zum Chef des Stabes des in Aufstellung befindlichen V. SS-Gebirgs-Korps unter Artur Phleps ernannt. In dieser Funktion war er ab Oktober 1943 im Krieg gegen die Tito-Partisanen in Bosnien tätig. Am 30. Januar 1944 erfolgte unter gleichzeitiger Beförderung zum SS-Oberführer die Ernennung zum Kommandeur der 7. SS-Freiwilligen-Gebirgs-Division „Prinz Eugen“, die ebenfalls im besetzten Jugoslawien im Einsatz war.
Am 28. März 1944 brachte die SS-Division „Prinz Eugen“ im Raum Knin die Einwohnerschaft mehrerer Dörfer um, darunter Otok bei Sinj. Der kroatische Außenminister Stijepo Perić protestierte in Berlin, die Bewohner seien in den Häusern zusammengetrieben und durch die Fenster mit Maschinengewehren erschossen worden. Beim 7. Nürnberger Prozess gegen die Kriegsverbrecher wurde die Zahl der Opfer vom 28. März 1944 mit 2.014 Toten in 22 Dörfern beziffert. Männer, Frauen und Kinder wurden hiernach regelrecht niedergemetzelt, die Dörfer geplündert. Die von der jugoslawischen Delegation dem Gerichtshof präsentierten Beweismittel umfassten auch Fotos, die das „Niederbrennen von Ortschaften, Abschlachten der Bevölkerung, Folterung gefangener Partisanen“ durch die „von Otto Kumm geführte 7. SS-Freiwilligen-Gebirgsdivision Prinz Eugen dokumentierten“.
Am 9. November 1944 stieg Otto Kumm zum SS-Brigadeführer und Generalmajor der Waffen-SS auf. Mit der Division „Prinz Eugen“ zog er sich Richtung Ungarn zurück.
Vom 6. bis zum 16. März 1945 nahm Otto Kumm als Kommandeur der 1. SS-Panzer-Division Leibstandarte SS Adolf Hitler (LSSAH), die er nach der Verwundung Wilhelm Mohnkes Anfang Februar übernommen hatte, an der Operation Frühlingserwachen teil, der letzten größeren deutschen Offensive des Zweiten Weltkriegs im Bereich des Plattensees, welche unter anderem die dortigen Ölquellen und Treibstoffreserven für die deutsche Kriegswirtschaft sichern sollte. Trotz anfänglicher Geländegewinne blieb die Operation erfolglos. Die 6. Panzerarmee unter Sepp Dietrich und die LSSAH unter Otto Kumm mussten sich in Richtung Wien zurückziehen.

### Nach 1945
Nach seiner Gefangennahme wurde Kumm laut eigenen Angaben in das Internierungslager Dachau der US-Armee überstellt und daraufhin über ein halbes Jahr hinweg in Nürnberg als Zeuge im Prozess Generäle in Südosteuropa verhört, dann aber nach Dachau zurückgeschickt. Der Auslieferung an Jugoslawien entzog er sich nach eigener Darstellung durch Flucht über die Mauer des Internierungslagers Dachau.
Am 1. Januar 1949 wurde in Hamburg eine circa 50 Personen starke „Kameradschaftsgruppe der Waffen-SS“ gegründet. Vermutlich ab September 1950 firmierte diese als „Hilfsgemeinschaft auf Gegenseitigkeit (HIAG)“, Kumm wurde ihr erster Vorsitzender. Diese Bezeichnung wurde von anderen SS-Veteranengruppen aufgegriffen. Im Oktober 1951 kam es zu einem Treffen Kumms mit den SPD-Politikern Kurt Schumacher, Annemarie Renger und Herbert Wehner. Gesprächsthemen waren eine von Kumm behauptete Diskriminierung ehemaliger Angehöriger der Waffen-SS, deren materielle Versorgung sowie die Abgrenzung zwischen Waffen-SS und allgemeiner SS. Bei dem Gespräch argumentierte Kumm mit einer, so der Militärhistoriker Jens Westemeier, „absonderliche[n] Parallele“. Für die SPD sollte es auch deswegen selbstverständlich sein, die Waffen-SS als positiven Bestandteil der Wehrmacht zu begreifen, weil es „noch nie in Deutschland eine Truppe gegeben [habe], deren Struktur so der alten sozialdemokratischen Vorstellung vom Volksheer entsprochen habe, wie die ehemalige Waffen-SS“. Sein persönlicher Aufstieg vom kleinen Facharbeiter ohne Abitur bis zum General nur kraft eigener Leistung sei ein gutes Beispiel für diesen Charakter der Waffen-SS als Volksheer.
Neben Kumm in Hamburg versuchten auch andere frühere Offiziere der Waffen-SS die Veteranen zu organisieren, so Herbert Otto Gille im Süden Niedersachsens und Paul Hausser. Dabei strebte Kumm ebenso wie Gille und Hausser einen hohen Organisationsgrad unter den ehemaligen Angehörigen der Waffen-SS an; eine bundesweite Organisation sollte gemeinsam mit früheren Soldaten der Wehrmacht im Verband deutscher Soldaten (VdS) erfolgen.
1952 fasste Kumm auch beruflich wieder Fuß. Der Burda-Verlag stellte ihn als Schriftsetzer und technischen Leiter seiner Druckerei in Offenburg ein. Diese Position behielt Kumm bis zu seinem Ausscheiden als Rentner 1975.
Für den 1963 erschienenen Band Unternehmen Barbarossa des ehemaligen NS-Pressechefs im Auswärtigen Amt, Paul Carell, der rasch zum Bestseller avancierte, lieferte Kumm „Kriegsberichte“. Diese stützen das von Carell präsentierte Geschichtsbild einer Kriegsdarstellung, die das Unternehmen Barbarossa als unpolitisch heroischen Kampf mit der Waffen-SS als integralem Eliteteil der Wehrmacht erscheinen ließ.
1978 und 1983 veröffentlichte Kumm zwei Bücher über die Division „Prinz Eugen“; sie erschienen im Munin-Verlag, der von der HIAG gegründet worden war. Der Historiker Karsten Wilke ordnet Kumms Veröffentlichung in Versuche der HIAG ein, „von der professionellen Geschichtswissenschaft unbearbeitete Themenbereiche […] mit eigenen Darstellungen zu besetzen“. Diese Versuche seien weitgehend gelungen; spätestens in den 1970er Jahren habe die HIAG „ein Deutungsmonopol zur Kriegsgeschichte der Waffen-SS“ erlangt. Als die vier zentralen Elemente dieser „Erinnerungskonstruktionen“ benennt Wilke den „Topos der ‚unpolitischen‘ Waffen-SS“, ihre angebliche Eliterolle, die „Inszenierung der Truppe als ‚Europa-Armee‘“ sowie die „Abgrenzung von Kriegs- und NS-Verbrechen“. In Kumms Publikationen werden die Kriegsverbrechen und Gräueltaten der Division unterschlagen. Übergriffe auf die Zivilbevölkerung durch die Division „Prinz Eugen“ waren Kumm vor 1945 bekannt, wie seine Aktennotiz über ein Gespräch mit Heinrich Himmler am 28. Juni 1943 belegt. Walter Manoschek zählt in einer Publikation des Militärgeschichtlichen Forschungsamts der Bundeswehr Kumms Werke zu „Memoiren ehemaliger Militärs und sonstige[n] apologetische[n] Schriften, welche die Kriegsverbrechen der nationalsozialistischen Besatzer entweder überhaupt ausklammern oder verharmlosen“.
Kumms „Vorwärts, Prinz Eugen!“ wurde 2007 als Lizenzausgabe neu aufgelegt im Winkelried-Verlag, der unter anderem vom Verfassungsschutz Mecklenburg-Vorpommern als rechtsextremistisch eingestuft wird.
Bevor Adalbert Lallier, ehemals SS-Mann bei der Division „Prinz Eugen“, 1999 gegen seinen einstigen Kameraden, den SS-Unterscharführer Julius Viel, wegen Mordes an sieben jüdischen KZ-Häftlingen aussagte, fragte er bei Kumm nach, ob das Schweigegebot noch immer gelte und ob „Kameradenverrat“ gerechtfertigt sei. Kumm habe ihm zurückgeschrieben, dass Kameradschaft aufhöre, wo Kriegsverbrechen beginne.

## Rezeption
Die rechtsextreme National-Zeitung porträtierte Kumm in Ausgabe 47/2004 in ihrer Serie „Große deutsche Soldaten – unsterbliche Helden“. Sie bescheinigte ihm, „gegen die Pauschal-Verurteilung der Waffen-SS-Soldaten“ angetreten zu sein. In der Serie wurden ausschließlich dem NS-Regime treu ergebene Soldaten gewürdigt, zum Teil unter Verwendung von sprachlichen Formeln der Wehrmachts- und NS-Propaganda. Der Politikwissenschaftler Fabian Virchow ordnet die Serie in „die Vorstellung der extremen Rechten von den auf die Tat orientierten, den Lauf des Geschehens/der Geschichte im Interesse des ‚nationalen‘ oder ‚völkischen‘ Kollektivs gestaltenden Männern“ ein. Die Charakterisierungen verwiesen „zugleich auf eine Konzeptualisierung von Männlichkeit, deren Profil – sehr vereinseitigt – durch Eigenschaften wie ‚Härte‘, ‚Opferbereitschaft‘, ‚Todesmut‘, ‚Tapferkeit‘, ‚Zähigkeit‘, ‚Schneid‘ oder ‚Steherqualitäten‘ zu markieren wäre“.

## Auszeichnungen
- Deutsches Kreuz in Gold am 29. November 1941[2]
- Ritterkreuz des Eisernen Kreuzes mit Eichenlaub und Schwertern[2]
  - Ritterkreuz am 16. Februar 1942[2]
  - Eichenlaub am 6. April 1943 (221. Verleihung)[2]
  - Schwerter am 17. März 1945 (138. Verleihung)[2]

## Schriften
- Vorwärts Prinz Eugen! Geschichte der 7.SS-Freiwilligen Gebirgs Division „Prinz Eugen“. Munin-Verlag, Osnabrück 1978.
- 7. SS-Gebirgs-Division „Prinz Eugen“ im Bild. 1. Auflage. Munin-Verlag, Osnabrück 1983, ISBN 3-921242-54-1.